# Anastasija Ivanovna Trubeckaja
Principessa Anastasija Ivanovna Trubeckaja, (in russo: Анастасия Ивановна Трубецкая) (4 ottobre 1700 – San Pietroburgo, 27 novembre 1755), è stata una nobildonna russa.

## Biografia
Era la secondogenita del principe Ivan Jur'evič Trubeckoj (1667-1750), e della sua seconda moglie, Irina Grigor'evna Naryškina (1669-1749). Suo padre era lo zio di Nikita Jur'evič Trubeckoj. Sua madre, una lontana parente della madre di Pietro I, era stata damigella alla corte di tre imperatrici: Caterina I, Anna Ivanovna ed Elisabetta.
Anastasija trascorse la sua giovinezza in Svezia, dove sua madre seguì il marito, fatto prigioniero nella battaglia di Narva, dove ricevette un'educazione prettamente europea.

## Matrimoni

### Primo matrimonio
Sposò, il 14 gennaio 1717, il principe Dmitrij Konstantinovič Cantemir (1673-1723), sovrano del Principato di Moldavia. Ebbero tre figli:
- Pëtr Dmitrievič;
- Ivan Dmitrievič;
- Ekaterina Dmitrievna (1720-1761), sposò Dmitrij Michajlovič Golicyn.

Nel 1723, Anastasija rimase vedova.

### Secondo matrimonio
Sposò, il 3 febbraio 1738 a San Pietroburgo, l'allora principe ereditario Luigi Gruno d'Assia-Homburg (1705-1745). Nel 1739 la coppia si recò in Germania e arrivarono a Homburg, che sarebbe diventata la residenza del marito.
Nel 1741, in occasione dell'ascesa di Elisabetta I, gli venne concesso il titolo di damigella. Nel 1745 rimase di nuovo vedova.

## Morte
Non avendo trovato la felicità nel suo secondo matrimonio, Anastasija ha sempre goduto di una reputazione impeccabile. Negli ultimi anni viaggiò molto: era conosciuta nelle capitali europee per la sua bellezza e l'istruzione e visse a lungo a Parigi. Nel 1750, alla morte del padre, Anastasija tornò in Russia partecipando occasionalmente alla vita di corte. Negli ultimi anni si dedicò alla carità.
Morì a San Pietroburgo il 27 novembre 1755 ed è sepolta nel Monastero di Aleksandr Nevskij.